# Passive optical network
Pour les articles homonymes, voir PON.

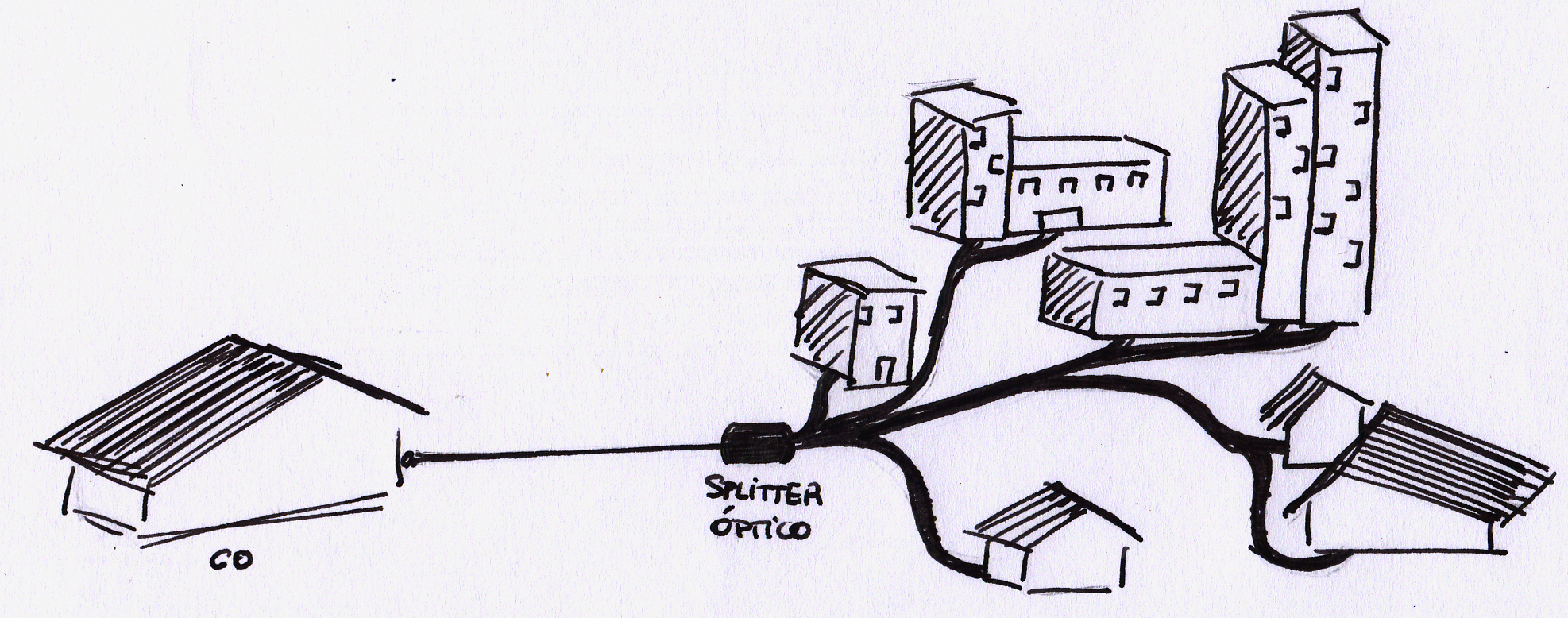
Schéma de principe d'un PON (Passive optical network).

Un passive optical network (PON, réseau optique passif), désigne un principe de transport de niveau 1 en fibre optique utilisé dans les réseaux de desserte optique (FTTx), caractérisé par une architecture fibre point-multipoint passive (plusieurs usagers partagent une même fibre et il n'y a pas d'équipement actif entre le central et les abonnés). Il existe différents standards de PON, parmi lesquels le GPON, le 10G-PON et le EPON.